# Pirro I de Constantinopla
Pirro I foi o Patriarca de Constantinopla entre 20 de dezembro de 638 e 29 de setembro de 641 e, novamente, entre 9 de janeiro e 1 de junho de 654 d.C., quando morreu. Ele era afilhado da irmã do imperador bizantino Heráclio e um adversário de Máximo, o Confessor e dos papas João IV e Teodoro I.

## Vida e obras
Ele era um defensor do monotelismo, uma doutrina cristológica proposta pelo imperador bizantino Heráclio. Em 638, com o apoio do imperador, ele foi eleito ao trono patriarcal. Nos tumultos que se seguiram à morte de Heráclio, ele foi acusado de conspirar contra a vida de Constantino III, apoiando Heraclonas, o filho da imperatriz Martina. Ele foi deposto pelo poderoso general Valentino e banido para o Exarcado de Cartago. Logo depois, Martina e Heraclonas também foram depostos, mutilados exilados. Constante II, o filho de Constantino III, foi então aclamado o único imperador.
Enquanto estava no exílio, em 645, ele conduziu com Máximo, o Confessor um debate público de fé (Disputatio cum Pyrrho), após o qual ele rejeitou o monotelismo, seguindo para Roma com Máximo em 647. De lá, ele continuou até Ravena e terminou retornando à Constantinopla, onde ele novamente mudou de opinião, abjurando sua aliança com a ortodoxia doutrinária e retomando o monotelismo. Ele foi excomungado pelo Papa Teodoro I em consequência disto, mas conseguiu se tornar novamente Patriarca no início de 654, mantendo-se no cargo até sua morte em 1 de junho daquele ano.